# Plooien (constructieleer)

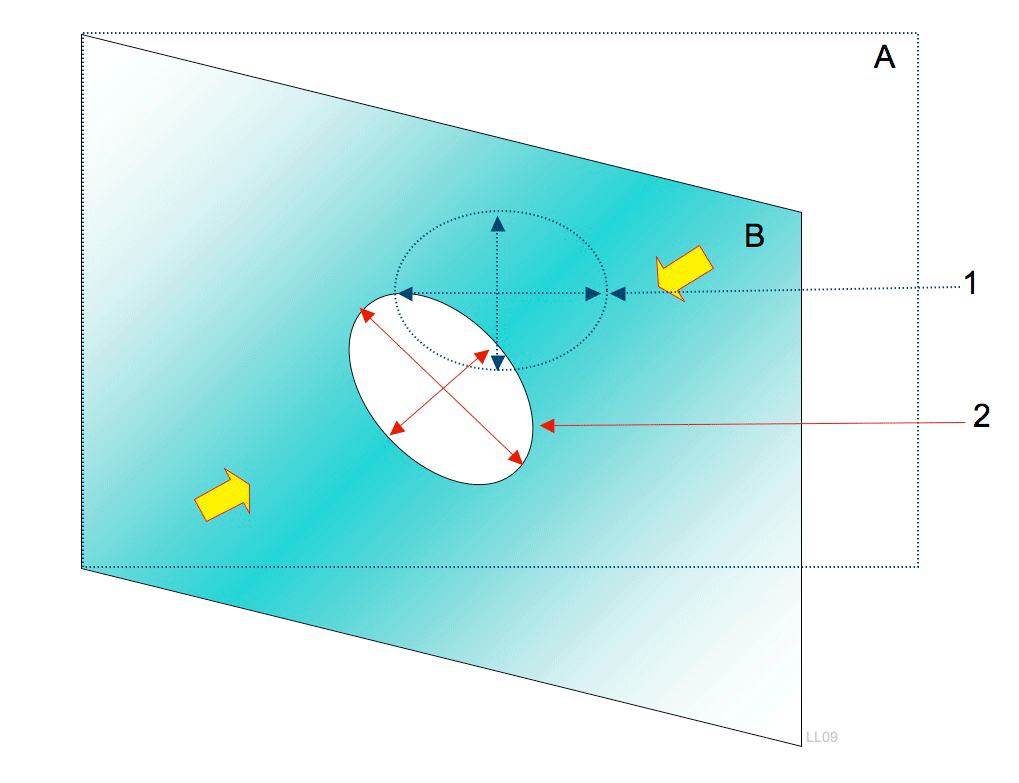
Plooien. A Onbelaste toestand. B Vervorming onder belasting. 1 Cirkelvormige uitsparing in onbelaste toestand. 2 De cirkelvormige uitsparing verandert door het plooieffect in een ovaal.

Plooien is een verschijnsel waarbij een vlak plaatselijk opbolt als gevolge van drukspanningen in het vlak.
Plooien ontstaan doordat de drukspanningen dusdanig groot zijn dat het materiaal plastisch vervormt terwijl er geen ruimte voor is. Hierdoor wijkt het materiaal zijwaarts uit en bolt dus op. Het plooien is in de afbeelding verbeeld door het vervormen van rechthoek A in parallellogram B. Bij deze vervorming zal het ronde gat 1 door het plooien vervormen in ovaal 2.
Constructietechnisch is het plooien te voorkomen door het plooivlak te versterken waardoor de constructie grotere drukspanningen kan weerstaan.